# Haddhunmathi-atol
Het Haddhunmathi-atol is een natuurlijk atol in de Maldiven. Het ligt volledig in het administratieve atol Laamu-atol. De hoofdplaats is het eiland Fonadhoo waarop drie dorpen liggen.
Op de oostelijke eilanden Dhanbidhoo, Mundoo, Gan en Isdhoo zijn archeologische vindplaatsen over het boeddhistische verleden te vinden. Op het eiland Kadhdhoo ligt het vliegveld, Kadhdhoo Airport.
Ihavandhippolhu-atol · Thiladhunmathi-atol · Miladhunmadulhu-atol · Maalhosmadulhu-atol · Fasdūtherē · Goifulhafehendhu-atol · Faadhippolhu-atol · Noordelijke Malé-atol · Zuidelijke Malé-atol · Thoddoo · Rasdhoo-atol · Ari-atol · Felidhu-atol · Vattaru-atol · Mulaku-atol · Noordelijke Nilandhé-atol · Zuidelijke Nilandhé-atol · Kolhumadulu-atol · Haddhunmathi-atol · Huvadhu-atol · Addu-atol